# OK Go
Океј Го (енгл. OK Go) је америчка група из Чикага, коју чине гитариста и певач Демијен Кулаш, басиста Тим Нордвинд, бубњар Ден Конопка и гитариста/клавијатуре Енди Рос (од 2005. године). Од 1998. до 2005. године гитару и клавијатуре свирао је Енди Данкан. Правац њихове музике броји се у инди рок и пауер поп (power pop).

## Историја
Кулаш, Нордвинд и бивши гитариста групе Данкан свирали су заједно још за време њихове основне школе. Како је Кулаш отишао да студира на Браун универзитету (Brown university) у Провиденс, Нордвинд и Данкан студирали су у Чикагу, где су са Деном Конопком основали прилично познату групу Стенлис џојфул нојз (Stanley's Joyful Noise). Након својих студија на Браун универзитету, где је свирао привремено у три групе, Кушаш се 1998. године преселио у Чикаго и причланио се групи Стенлис џојфул нојз, која ће затим да се преименује у Океј Го. Након објаве другог албума и у току припреме за прву велику турнеју, Данкан је одлучио да напусти групу, тако да га је 2005. године заменио Енди Рос који је био изабран међу тридесет кандидата, пошто је нови гитариста, због престојеће турнеје, морао за најбрже време да научи не само песме већ и кореографију плеса по којој је група такође постала позната. 2006. године група је успела свој први велики хит са песмом Here It Goes Again.

## Дискографија

### Албуми
- (2002)
- (2005)
- (2006)
- (2010)
- (2014)